# Vatnafjöll
Vatnafjöll – wygasły (ostatnia erupcja ok. 750 roku n.e. ± 1000 lat) system wulkaniczny położony w południowej Islandii na południowy wschód od wulkanu Hekla. Ma 40 km długości i 9 szerokości. Najwyższy szczyt wznosi się na 1235 m n.p.m. Vatnafjöll wchodzi w skład tego samego kompleksu wulkanicznego co Hekla.